# Palazzo del Vescovado (Melfi)
Il palazzo del Vescovado (chiamato anche palazzo Vescovile o Episcopio) è un edificio storico di Melfi risalente all'epoca normanna che, nel corso dei secoli, subì numerose modifiche fino a raggiungere l'attuale struttura barocca.

## Storia
Situato accanto alla cattedrale di Santa Maria Assunta, fu innalzato dai normanni nell'XI secolo, poi ampliato da Gaspare Loffredo, vescovo di Melfi, tra il 1472 ed il 1480, e poi da Matteo Bramano. A causa dei gravi danni riportati dopo il terremoto del 1694, il palazzo del Vescovado, ridotto quasi in macerie, subì nel XVIII secolo interventi massicci tali da cambiarne quasi totalmente l'aspetto (attualmente in stile barocco) e furono costruite anche la balconata sul portone principale e la fontana con vasca circolare. Queste opere di ristrutturazione vennero commissionate dai vescovi Antonio Spinelli e Pasquale Teodoro Basta.
Nel 1846, Cesare Malpica, cronista e viaggiatore del Regno delle Due Sicilie, durante il suo tour in Basilicata ebbe a dire: «L’Episcopio con la sua lunga facciata, col grandioso cortile, con la maestosa scala, con le vastissime sale, colle adorne stanze va certo posto fra i primi del Regno, e forse, ancora non ha uguali».
Nel 1860, 2096 votanti si riunirono nel palazzo per proclamare l'adesione al Regno d'Italia ma il tutto si vanificò con l'invasione di Melfi da parte delle truppe brigantesche di Carmine Crocco, il 15 aprile dello stesso anno. 
Il 6 luglio 2011, venne inaugurato il "Museo Diocesano" all'interno dell'edificio, alla presenza del cardinale Angelo Bagnasco. Il museo venne formalmente istituito nell'ottobre del 1978 dal vescovo Armando Franco ma l'inattività del decreto, il terremoto del 1980 e i rallentamenti dei restauri ne ritardarono l'inaugurazione.

## Struttura

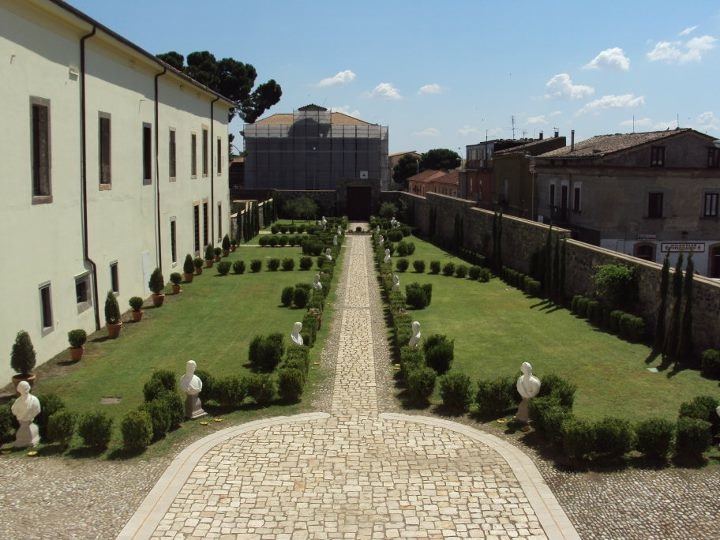
Giardino del palazzo

All'interno vi è un ampio giardino recintato voluto dal vescovo Mario Rufino, il "salone degli stemmi" ideato dal vescovo Pasquale Teodoro Basta, la sala del trono con le pareti affrescate, la fontana del tardo '700 che adorna il cortile interno e l'ampio scalone a forbice. All'interno sono presenti sculture e dipinti di soggetti religiosi e laici attribuiti a Francesco da Tolentino, Andrea Miglionico, Andrea D’Aste, Cristiano Danona da Anversa, e Nicola Federici da Forenza.
È inoltre sede della biblioteca vescovile, che conserva importanti documenti, fra cui le cinquecentine. Fino alla fine degli anni '70, il palazzo del Vescovado custodiva il sarcofago di Rapolla, oggi nel Museo Nazionale del Melfese.